# Bulbophyllum pipio
Bulbophyllum pipio là một loài phong lan thuộc chi Bulbophyllum.